# Calhan
Calhan est une ville américaine située dans le comté d'El Paso, dans le Colorado.

## Démographie
| 1930 | 1940 | 1950 | 1960 | 1970 | 1980 |
| ---- | ---- | ---- | ---- | ---- | ---- |
| 399  | 352  | 375  | 347  | 465  | 541  |

| 1990 | 2000 | 2010 | - | - | - |
| ---- | ---- | ---- | - | - | - |
| 562  | 896  | 780  | - | - | - |

Selon le recensement de 2010, Calhan compte 780 habitants. La municipalité s'étend sur 0,87 milles carrés (2,25 km2).
La ville est nommée en hommage à un entrepreneur du chemin de fer.